# サイクリンB
サイクリンB（英: cyclin B）はサイクリンファミリーのメンバーのタンパク質で、有糸分裂に関与するサイクリンである。サイクリンBの量とサイクリンB/CDK複合体の活性は細胞周期が有糸分裂に入るまで上昇し、その後サイクリンBの分解によって急激に低下する。サイクリンB/Cdk複合体は成熟促進因子（maturation promoting factor）または有糸分裂/M期促進因子（mitosis/M-phase promoting factor）などと呼ばれ、MPFと略される。

細胞周期を通じたサイクリンの発現

## 機能
サイクリンBは細胞周期のM期の開始と終了に必要とされる。
サイクリンBはCDK1と複合体を形成する。ホスファターゼCDC25CはS期の終わりにCDK1のチロシン15番残基を脱リン酸化し、これによってサイクリンB/CDK1複合体は活性化される。活性化に伴って複合体は核へ移行し、そこでM期への進行のトリガーとして機能する。しかしDNAの損傷が検出されている場合には、他のタンパク質が活性化されてCDC25Cがリン酸化される。それによってこの過程は阻害され、サイクリンB/CDK1の活性化は起こらない。細胞がM期から出るためにはサイクリンBの分解が必要である。
サイクリンB/CDK1複合体は、細胞の成長や有糸分裂の進行を調節する主要なタンパク質・経路と相互作用する。これらの経路間のクロストークは、サイクリンBのレベルとアポトーシスの誘導を間接的に関連付けている。サイクリンB/CDK1複合体は、生存シグナル分子であるサバイビンの発現に重要な役割を果たす。サバイビンは紡錘体の適切な形成に必要であり、細胞の生存に強い影響を与える。そのためサイクリンBのレベルが乱れたときには、紡錘体の極の形成が困難になる。サバイビンのレベルの低下とそれに関連した有糸分裂の混乱は、カスパーゼ3を介した経路によってアポトーシスを誘導する。

## がんにおける役割
サイクリンBは多くのタイプのがんで不可欠な役割を果たす。過形成（制御を受けない細胞成長）は、がんの特徴の1つである。サイクリンBは細胞が有糸分裂に入るために必要であり、すなわち細胞分裂に必要である。そのため、腫瘍ではしばしばサイクリンBのレベルの調節の解除がみられる。サイクリンBのレベルが上昇すると、細胞は未熟な状態でM期に入るなど細胞分裂の厳密な制御が失われた状態となり、がんの発生に好都合となる。一方で、サイクリンBのレベルが低下しサイクリンB/CDK1複合体が形成されないと、細胞はM期に入ることができず細胞分裂は遅延する。一部の抗がん剤は、サイクリンB/CDK1複合体の形成を防ぐことで、がん細胞の分裂を遅らせたり防いだりするようにデザインされている。このような薬剤の大部分はCDK1サブユニットを標的としているが、サイクリンBの薬剤標的としての関心も腫瘍学の分野では高まっている。

### バイオマーカーとして
サイクリンのレベルは、腫瘍生検検体の免疫組織学的な分析によって容易に決定することができる。がん細胞ではしばしばサイクリンBの調節異常がみられるため、サイクリンBはがんのバイオマーカーとして魅力的である。腫瘍におけるサイクリンのレベルの調査は多くの研究でなされており、多くのタイプのがんにおいてサイクリンBのレベルは予後に関する強い指標となることが示されている。一般的に、サイクリンBレベルの上昇はがんの悪性度の高さと予後の悪さを示す指標となる。サイクリンBレベルの免疫組織学的検査は、ステージ1、リンパ節転移陰性、ホルモン受容体陽性の乳がんの女性が補助療法によるベネフィットを得られるかどうかの決定に利用することができる。一般的にこのがんの予後は非常に良好で、10年死亡率はわずか5%である。そのため、これらの症例で補助化学療法が推奨されることは稀である。しかし、このタイプのがんの患者のうち少数は予想外な悪性度の高さを示す。このような稀な患者はサイクリンBレベルの上昇によって特定することができる。加えて、高いサイクリンBレベルは消化器がんの予後の悪さとリンパ節転移の指標にもなる。しかし、サイクリンBを過剰発現する全てのがんが悪性度が高いというわけではない。2009年の研究では、卵巣がんでのサイクリンBの過剰発現は悪性でないことの指標となり、より悪性度の高い上皮細胞由来の卵巣癌ではサイクリンBレベルの上昇は見られないことが示された。

### サイクリンBとp53
サイクリンBの調節経路とがん抑制因子p53の経路の間には強いクロストークが存在する。一般的に、p53とサイクリンBのレベルには負の相関がある。p53が蓄積すると下流のタンパク質p21（WAF1）のレベルが上昇し、これがサイクリンB/CDK1複合体の活性化を阻害して細胞周期の進行を停止する。また、サイクリンBレベルの低下によって機能的なp53のレベルが上昇することも示されている。そのためサイクリンBを標的としたsiRNAは、p53の機能が阻害されているものの遺伝子は欠損していないがんに対する効果的な治療法となる可能性がある。このような症例では、サイクリンBのレベルの低下によってp53の腫瘍抑制機能を回復させるとともに、がん細胞の分裂を防ぐこともできると期待される。